# Elftor
Elftor är en amerikansk tecknad webbserie som handlar om en liten, våldsam alv klädd i orange, ofta i sällskap med sin vän, osten Cheesetor. Serien har en mycket mörk och sarkastisk humor. Elftor har en udda moral och det händer ofta att han dödar eller äter sina vänner. Olika former av sex, droger och våld är vanligt förekommande i serien. Första serien utkom den 30 juli 2001.